# Coelorinchus denticulatus
Coelorinchus denticulatus és una espècie de peix de la família dels macrúrids i de l'ordre dels gadiformes.
Els adults poden assolir 28 cm de llargària total. És un peix bentopelàgic i marí d'aigües tropicals que viu entre 64-335 m de fondària que es troba des de Kenya fins a Sud-àfrica (KwaZulu-Natal) i Madagascar.